# رعیم
رعیم (عبری: רֵעִים‎) یک کیبوتص در جنوب اسرائیل و یکی از روستاهای مجاور نوار غزه است. این دهکده اشتراکی در محل تلاقی وادی غزه و وادی شریعه در شمال غربی صحرای نگب واقع شده‌است و تحت صلاحیت شورای منطقه‌ای اشکول قرار دارد. در سال ۲۰۲۱ جمعیت آن ۴۳۳ نفر بوده‌است.